# Antoine Henri Becquerel
Antoine Henri Becquerel, francoski fizik, * 15. december 1852, Pariz, Francija, † 25. avgust 1908, Le Croisic, Loire Inferieur, Francija.
Becquerel je leta 1896 pri preučevanju fosforescence uranovih soli po naključju odkril naravno radioaktivnost, za kar je leta 1903 skupaj s Pierrom Curiejem in Marie Skłodowsko-Curie prejel Nobelovo nagrado za fiziko.